# Vlagyimir Alekszejevics Giljarovszkij
Vlagyimir Alekszejevics Giljarovszkij (cirill betűkkel: Владимир Алексеевич Гиляровский; 1855. december 8. (november 26.) – Moszkva, 1935. október 1.) orosz író, újságíró.

## Életrajza
1855-ben született a Vologdai kormányzóság egyik erdei tanyáján. Gimnáziumi tanulmányait 1865-ben kezdte, ám rögtön az első osztályban évet kellett ismételnie, mivel tanárait gúnyversekkel illette. A tanulás mellett franciából fordított bulvárverseket és kuplékat, hogy némi bevételre tehessen szert. A helyi vándorcirkusznak is gyakori vendége volt, ahol többek között akrobatikát és dzsigitovkát (műlovaglást) is tanult. Ekkortájt került kapcsolatba a „Népakarat” („Narodnaja Volja”) nevezetű forradalmi és terrorszervezet száműzötteivel. 1871 júniusában egy elbukott vizsga miatt elszökött otthonról, majd Jaroszlavlba ment, ahol előbb mint hajóvontató dolgozott, később kikötői rakodómunkásként kereste kenyerét. Ezt követően sikeresen bekerült egy katonai kadétintézetbe, innen azonban két évvel később kicsapták egy verekedés miatt. Jaroszlavlban, majd Szorokin kupec festékgyárában talált munkát mint kazánfűtő, majd Caricinben fodrász volt, Rosztovban pedig cirkuszi birkózással és műlovaglással foglalatoskodott. Dolgozott tűzoltóként is. 1875-ben kezdte színészi karrierjét, több különböző városban is fellépett. 1877 nyarán mint önkéntes belépett a hadseregbe, a törökök ellen harcolt a Kaukázusban mélységi felderítőként. Bátorsága elismerése gyanánt a Szent György-rend IV. osztályú érdemérmét adományozták neki. Egyidejűleg apjának írt verseket, cikkeket és kisebb novellákat, melyeket 1878-tól adtak ki. 1881-ben átköltözött Moszkvába, ahol Anna Brenko színházához szerződött. Elkezdett foglalkozni a cikkírással is, ám a Morozov testvérek gyárában szándékos gyújtogatásról (tulajdonképpeni biztosítási csalásról) publikált cikke miatt egy ideig csak álnév alatt írhatott. Színházi kritikái és könyvei is jelentek meg.
Amikor megkezdte az adatgyűjtést Moszkva alvilágából, a legveszélyesebb helyekre késsel, revolverrel és sétapálcába rejtett tőrkarddal (tőrös bottal) felfegyverkezve járt, ezért sokan féltek tőle. Az alvilág több alakja is megtiszteltetésnek vette, ha Giljarovszkij írt róla. Albániában volt haditudósító az orosz–japán háborúban és az olasz–török háborúban. Az orosz katonai hírszerzés különleges feladatok végrehajtásával bízta meg. A forradalmat követően beszervezték a Csekába mint „szpec”-et (szakértőt). A bűnüldözési részlegen dolgozott tanácsadóként. A polgárháború után csak az írással foglalkozott. Számos könyve szól az egyszerű emberek életéről, az alvilágról, valamint a színházról. Élete utolsó éveiben elvesztette látását, ezután tollba mondta műveit.
Egyszerűen érthetetlen, hogyan képes egy ember agya befogadni annyi jellegzetes történetet emberekről, utcákról, külvárosokról, terekről, kertekről és parkokról, nem is szólva a régi Moszkva csaknem valamennyi korcsmájáról.

## Emlékezete
Moszkvában és Vologdában is utca viseli a nevét.

## Művei
- Трущобные люди (1887)
- Негативы (1900)
- На родине Гоголя (1902)
- Были (1909)
- Moszkva és a moszkvaiak (Москва и москвичи, 1926)
- Мои скитания (1928)
- Люди театра (megjelent: 1941)
- Москва газетная (megjelent: 1960)

### Magyarul
- Moszkvai alvilág / Kóbor éveim; ford. Grigássy Éva, utószó Kulcsár István; Európa, Bp., 1966
- Moszkva és a moszkvaiak; ford. Grigássy Éva; Európa, Bp., 1979